# Joyrex J4 EP
Joyrex J4 EP - EP британского электронного музыканта Ричарда Дэвида Джеймса, вышедший под псевдонимом Caustic Window  20 июля 1992 года на лейбле Rephlex Records. Все треки в альбоме, кроме Pop Corn, были переизданы в сборнике Compilation

## Критический приём
Сайт IndastrialReviews оценил альбом на 2 из 5 звёзд, написав следующее: "Очередные упражнения в интеллектуальной танцевальной музыке Ричарда Джеймса (Richard D. James - aka Aphex Twin, AFX...). Собственно, представленные здесь композиции в основном мало чем отличаются от того, что можно услышать, скажем, на "Classics", но парочка заслуживает отдельного упоминания. Например, "Popcorn". Эта весёлая композиция, похоже, никому не даёт покоя, и слышанных мною вариаций на тему "Воздушной кукурузы" не счесть. Теперь довелось послушать её в техно-варианте. Что означает, кстати, лишь очень оживлённую специфическую перкуссию и парочку дополнительных проигрышей. "Cordialotron" выделяется среди всех остальных треков наличием довольно развитой мелодии, не монотонной, как обычно, и по звучанию близок к тому, что опубликовано на "Selected Ambient Works 85-92". Остальное - как всегда, хорошего качества, ничем не примечательное техно. А последняя композиция - откровенное издевательство"
Сайт Rate Your Music оценил EP на 3,23 из 5 баллов
Сайт Album of the Year оценил альбом на 48 из 100 баллов

## Трек лист
В трек листе ни один трек не имеет названия.Свои имена песни получили за счёт выхода сборника  Compilation
| №                   | Название            | Длительность |
| ------------------- | ------------------- | ------------ |
| 1.                  | «Joyrex J4»         | 4:27         |
| 2.                  | «Pop Corn»          | 3:38         |
| 3.                  | «AFX 114»           | 1:20         |
| Общая длительность: | Общая длительность: | 9:25         |

| №                   | Название            | Длительность |
| ------------------- | ------------------- | ------------ |
| 4.                  | «Cordialatron»      | 4:43         |
| 5.                  | «Italic Eyeball»    | 4:24         |
| 6.                  | «Pigeon Street»     | 0:21         |
| Общая длительность: | Общая длительность: | 18:53        |